# Anacardium amapaense
Anacardium amapaense é uma espécie de cajueiro nativo das regiões norte e nordeste do Brasil. Foi descrito pela primeira vez por JD Mitchell. Anacardium amapaense pertence ao gênero Anacardium, e família Anacardiaceae.
A espécie tem ocorrência confirmada na Guiana Francesa e no Brasil. No Brasil, distribui-se entre os estados do Amapá, Maranhão e Pará.
Apresenta ampla distribuição, com Extensão de Ocorrência (EOO) de 232.084 km² e Área de Ocupação (AOO) de 52 km². Suas populações ocorrem em  sua maioria, em Unidades de Conservação de proteção integral, onde não sofrem pressões antrópicas significativas que comprometam seu habitat ou reduzam o número de indivíduos maduros.
Embora o seu porte avantajado sugira potencial uso como madeira de lei, não há evidências que confirmem essa prática ou declínios populacionais decorrentes. Seus frutos são próprios para consumo de humanos e animais e são apreciados (Agostini-Costa et al., 2016).
A espécie habita regiões remotas onde predominam fitofisionomias florestais bem preservadas. Atualmente, é classificada como Menor Preocupação (LC), mas recomenda-se ampliar pesquisas sobre sua distribuição, tendências populacionais e ecologia para garantir sua conservação a longo prazo.